# 北美空防司令部

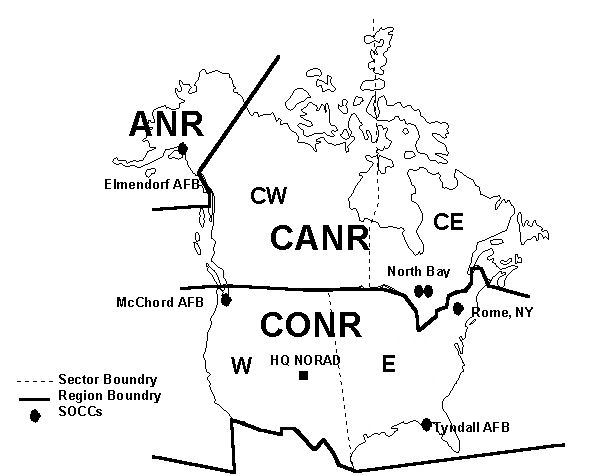
北美空防司令部轄內空防分區示意圖

北美空天防御司令部（英語：North American Aerospace Defense Command，簡稱北美空防司令部（NORAD），原称北美防空司令部）是一個由美國和加拿大共同組成的軍事機構，首脑为美国总统和加拿大总理。该机构成立於1958年5月12日，作用是由美加兩國作北美地區空中的聯合防衛。總部位於美國科羅拉多州第二大城科羅拉多泉的彼得森太空軍基地，主要設施則自1963年起設在科羅拉多泉近郊的夏延山核战碉堡。

## 概述
北美防空司令部主要職責為：

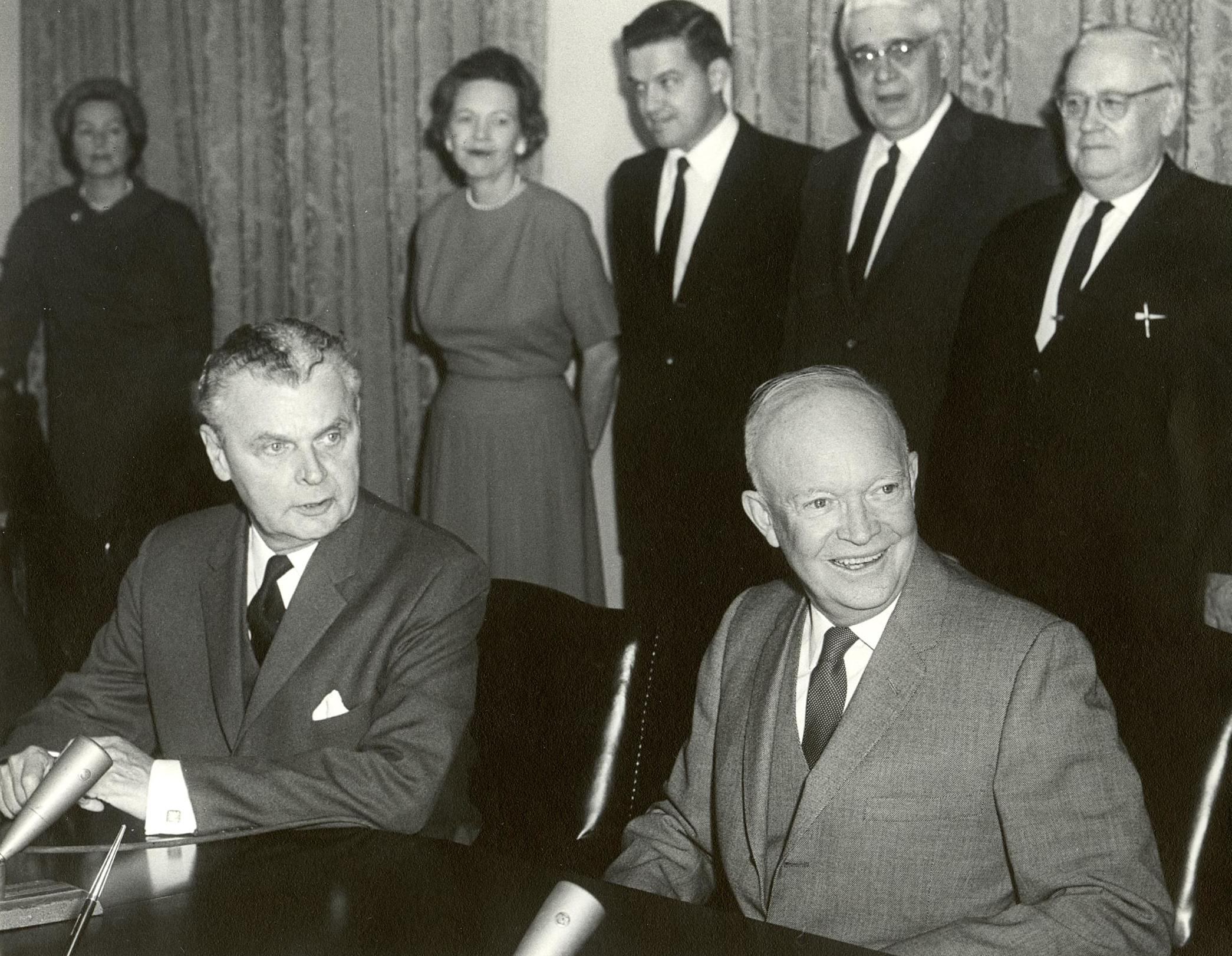
建立者：時任美国总统德懷特·艾森豪威爾（右）和時任加拿大总理約翰·迪芬貝克（左）

- 監視所有在北美上空（包括太空中）的人造飛行器。
- 偵測、確認可能對北美進行攻擊的所有飛機。飛彈或太空飛機，並向兩國政府作可能遇襲的警報。
- 整體北美領空的控制及監視。
- 整體北美領空的防衛。

美國總統和加拿大總理為此機構的共同統帥。此單位司令官為四星上將，2004年之前皆為美國空軍上將擔任，之後美國海軍上將和陸軍上將都曾擔任此單位司令，副司令則由加拿大將領擔任。

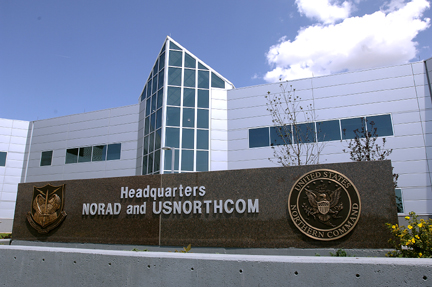
總部外觀
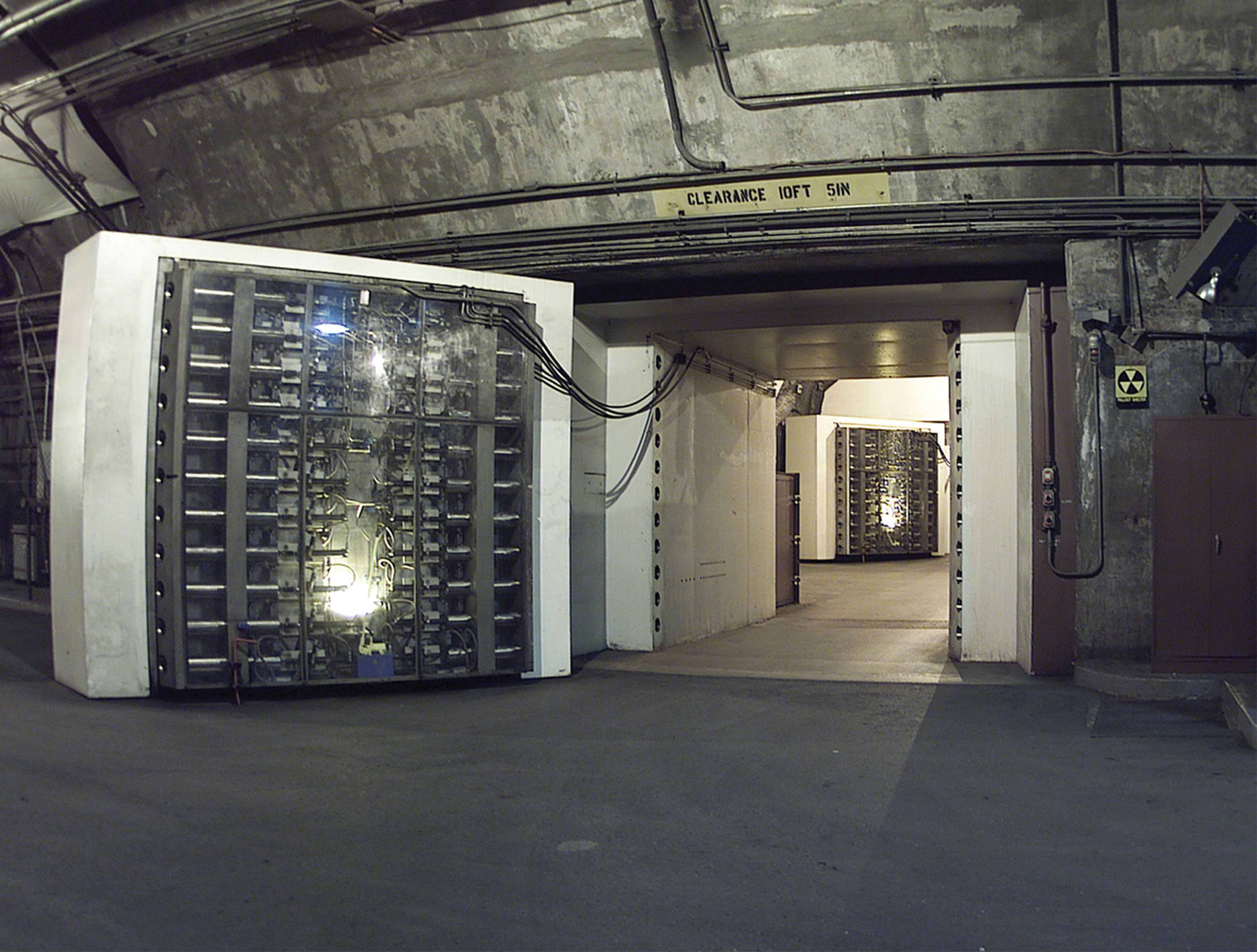
夏延山碉堡區防核爆門
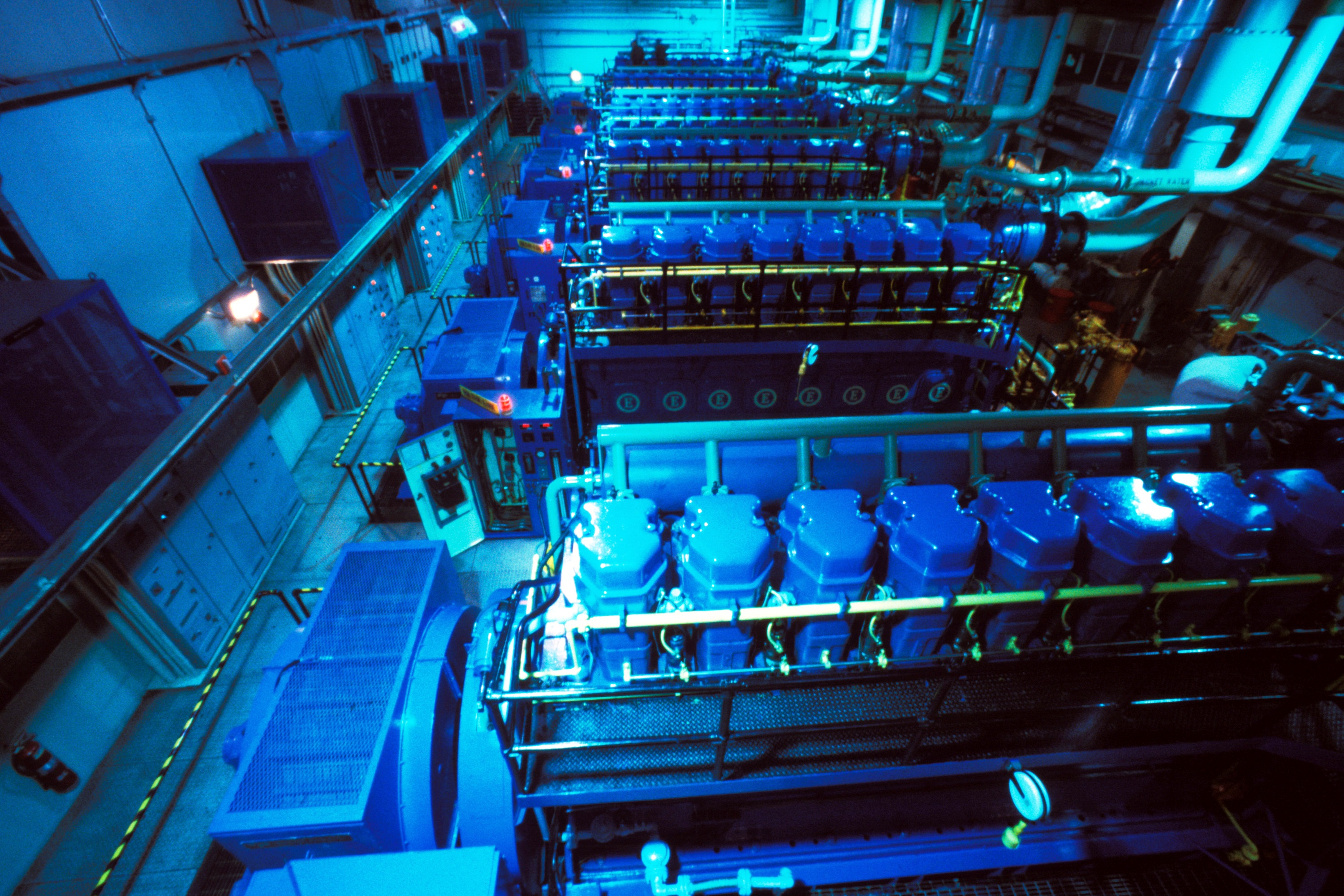
地下的備用發電機組

## “圣诞老人追踪”
1955年，美国零售业巨头西尔斯—罗巴克公司在报纸刊登广告，给出圣诞老人电话号码。但排版出现错误，误把北美防空司令部电话刊出。致使有小孩误拨北美防空司令部的电话号码，为了不让孩子失望，当时的值班军官哈里·舒普上校答应通过雷达搜索圣诞老人的行踪。之后司令部决定将错就错，每年圣诞节前夕都会向全球发布圣诞老人的“路线图”。